# Wiktor Andrijewski
Wiktor Andrijewski, ukr. Ві́ктор Нікано́рович Андріє́вський (ur. 11 listopada 1885, zm. 15 września 1967) – pedagog, publicysta, ukraiński działacz społeczny i polityczny.
W latach 1917–1918 naczelny komisarz oświaty w guberni połtawskiej. Współzałożyciel Ukraińskiej Partii Włościańsko-Demokratycznej. Mianowany na ministra aprowizacji w rządzie Petra Doroszenki 21 października 1918 Od 1920 na emigracji. W 1941 sekretarz UNK. Autor wielu publikacji antykomunistycznych.